# Chiếm lĩnh Trung Hoàn
Chiếm lĩnh Trung Hoàn (tiếng Trung: 佔領中環, tiếng Anh: Occupy Central) hay tên đầy đủ là Chiếm lĩnh Trung Hoàn với Tình yêu và Hoà bình (tiếng Trung: 讓愛與和平佔領中環, tiếng Anh: Occupy Central with Love and Peace) là một phong trào biểu tình chiếm giữ bất bạo động nhằm đấu tranh cho hình thức phổ thông đầu phiếu và quyền đề cử người lãnh đạo của người dân ở Hồng Kông, diễn ra tại Trung Hoàn, khu trung tâm kinh tế và tài chính của Hồng Kông, bắt đầu từ ngày 27 tháng 9 năm 2014. Chiếm lĩnh Trung Hoàn với Tình yêu và Hoà bình cũng là tên của tổ chức khởi xướng phong trào này, tên gọi tắt chính thức là Hoà Bình Chiếm Trung.
Phong trào này được Đới Diệu Đình (Benny Tai), phó giáo sư luật tại Đại học Hồng Kông khởi xướng vào tháng 1 năm 2013. Ông dự đoán rằng ít nhất 10.000 người dân sẽ tham gia cuộc biểu tình ở Trung Hoàn trong tháng 7 năm 2014 nếu hình thức phổ thông đầu phiếu cho cuộc bầu cử Trưởng Đặc khu Hồng Kông 2017 và cuộc bầu cử Hội đồng Lập pháp 2020 không được thực hiện theo "tiêu chuẩn quốc tế".
Phong trào diễn ra sau khi Kiều Hiểu Dương, Chủ tịch Ủy ban Lập pháp Quốc hội Trung Quốc, tuyên bố rằng các ứng cử viên Trưởng Đặc khu Hành chính phải có lòng yêu nước đối với cả Trung Quốc đại lục và Hồng Kông, không đối đầu với chính quyền trung ương và không bao gồm các ứng cử viên theo trường phái ủng hộ dân chủ đối lập. Điều này đã được xác nhận vào ngày 31 tháng 8 năm 2014 khi Quốc hội tuyên bố rằng cuộc bầu cử Trưởng Đặc khu Hành chính Hồng Kông, vốn là một phần của Trung Quốc, sẽ chính thức có hiệu lực và chỉ giới hạn dành riêng cho các ứng cử viên ủng hộ chính quyền trung ương Trung Quốc.
Ngày 28 tháng 9 năm 2014, tổ chức này chính thức khởi đầu cuộc biểu tình bất tuân dân sự thông qua cuộc biểu tình sinh viên ở bên ngoài Tổng bộ Chính phủ Hồng Kông.

## Bối cảnh
Ngày 31 tháng 8, Quốc hội Trung Quốc ban hành dự thảo nghị quyết cho phép việc chọn Trưởng đặc khu Hồng Kông sẽ được tiến hành theo phương thức bỏ phiếu phổ thông từ năm 2017. Theo đó, các ứng viên phải do một ủy ban bầu cử đưa ra với con số giới hạn từ 2 đến 3 người và mỗi người phải được hơn 50% thành viên ủy ban ủng hộ. Trưởng Đặc khu đắc cử phải được chính quyền Trung Quốc thông qua trước khi nhậm chức.

## Mục đích

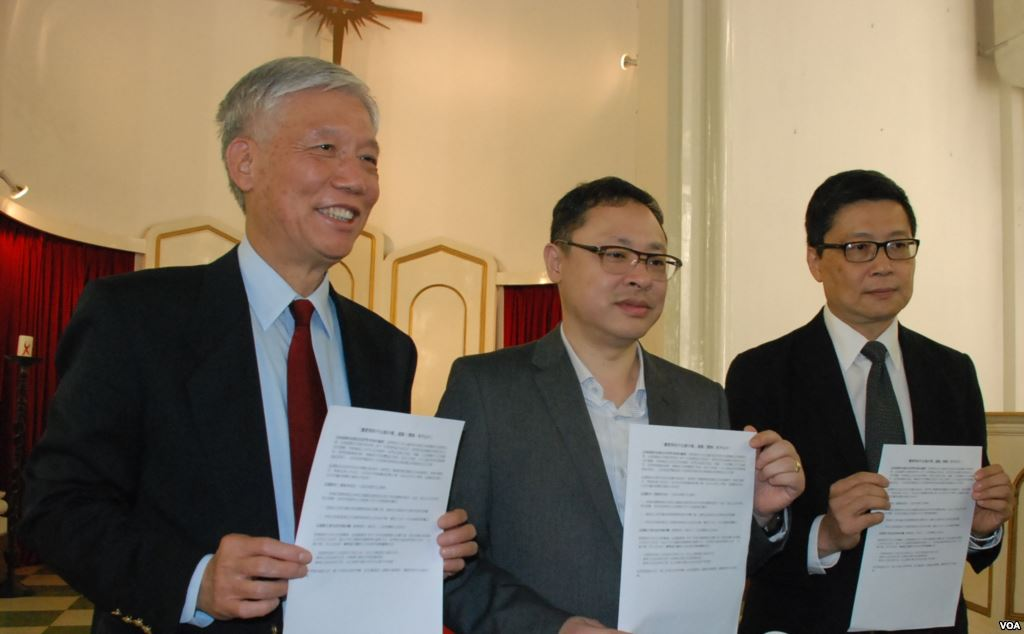
Các nhà tổ chức phong trào (từ trái qua: Cha Châu Diệu Minh, Đới Diệu Đình và Trần Kiện Dân) đưa ra tuyên bố trong một cuộc họp báo vào ngày 27 tháng 3 năm 2013.

Ngày 16 tháng 1 năm 2013, Benny Tai, phó giáo sư tại Đại học Hồng Kông, đăng tải một bài báo trên Tạp chí Kinh tế Hồng Kông. Trong đó, ông đề xuất thực hiện một hành động bất tuân dân sự tại Trung Hoàn, trung tâm kinh tế và tài chính của Hồng Kông, gây áp lực lên chính phủ nếu chứng minh được rằng các dự thảo về hình thức phổ thông đầu phiếu của chính phủ là dân chủ "giả".
Tổ chức Hoà Bình Chiếm Trung tuyên bố rằng phong trào sẽ vận động hình thức phổ thông đầu phiếu thông qua đối thoại, thảo luận, trưng cầu dân ý và hành động bất tuân dân sự (biểu tình). Phong trào cũng đề nghị chính phủ phải đáp ứng các "tiêu chuẩn quốc tế" liên quan đến phổ thông đầu phiếu, như bình đẳng số phiếu bầu, trọng lượng mỗi phiếu bầu tương đương nhau, không có giới hạn bất hợp lý về quyền ứng cử và đề xuất chung cuộc đối với việc cải cách bầu cử phải được các phương thức của quá trình dân chủ quyết định. Hoà Bình Chiếm Trung tuyên bố rằng bất kỳ hành động bất tuân dân sự nào cũng đều thuộc dạng bất bạo động, mặc dù phong trào không thể đảm bảo rằng cuộc vận động Chiếm lĩnh Trung Hoàn sẽ diễn ra trong hòa bình.

## Thương thảo
Ba cuộc thương thảo đã được tổ chức lần lượt vào ngày 9 tháng 6 năm 2013, 9 tháng 3 năm 2014 và ngày 6 tháng 5 năm 2014.
Ngày 5 tháng 2 năm 2014, Đảng Dân chủ đã tuyên thệ tham gia vào chiến dịch Chiếm lĩnh Trung Hoàn tại Quảng trường Tượng Hoàng Hậu (Statue Square) dù có nguy cơ bị bắt giam. Một số nhà dân chủ khác, chủ yếu là liên minh chính trị Sức mạnh Nhân dân đã gián đoạn buổi lễ tuyên thệ.
Vào ngày thương thảo thứ ba, các thành viên của tổ chức Hoà Bình Chiếm Trung thông qua biểu quyết để đưa ra các đề xuất cải cách bầu cử cho cuộc cuộc trưng cầu dân ý, lấy từ các đề xuất của các tổ chức khác nhau. Tổng cộng có 2508 phiếu bầu trong cuộc bình chọn, cả ba đề xuất được chọn đều bao gồm khái niệm về quyền đề cử dân sự, quyền mà các quan chức Trung Quốc đại lục cho rằng không tuân theo Luật Cơ bản. Đề xuất của tổ chức sinh viên Học dân Tư triều và Liên đoàn Sinh viên Hồng Kông cho phép người dân tự đề cử nhận được 1124 phiếu, tương đương với 45% số phiếu. Đề nghị của tổ chức Sức mạnh Nhân dân đứng thứ hai với 685 phiếu, trong khi đó đề xuất thứ ba của Liên minh Chân Phổ Tuyển gồm 27 nhà lập pháp ủng hộ dân chủ thu được 445 phiếu.

## Trưng cầu dân ý
Hoà Bình Chiếm Trung đã tổ chức một cuộc biểu quyết trưng cầu dân ý dựa trên ba đề xuất - tất cả đều có liên quan đến việc cho phép công dân trực tiếp đề cử Trưởng Đặc khu - để trình lên chính phủ Bắc Kinh. Cuộc bỏ phiếu diễn ra từ ngày 20 đến ngày 29 tháng 6 năm 2014. Tổng cộng 792.808 người, tương đương với 1/5 số cử tri hợp lệ đã tham gia vào cuộc trưng cầu dân ý thông qua hình thức bỏ phiếu trực tuyến hoặc tại các điểm bỏ phiếu nhất định. Hai câu hỏi trưng cầu dân ý và kết quả của cuộc bỏ phiếu được nêu ở bảng bên.
Đề xuất của Liên minh Chân Phổ Tuyển đã giành chiến thắng trong cuộc trưng cầu dân ý không chính thức này, nhận được 331.427 phiếu, tương đương 42,1% trong tổng số 787.767 phiếu hợp lệ. Đề xuất của sinh viên thu được 302.567 phiếu (38,4%), cuối cùng là đề xuất của Sức mạnh Nhân dân với 81.588 phiếu (10,4%). Cả ba đề xuất đều kêu gọi cho phép công chúng quyền đề cử ứng cử viên cho cuộc bầu cử Trưởng Đặc khu vào năm 2017, một ý kiến liên tục bị Bắc Kinh bác bỏ vì cho rằng không phù hợp với Luật Cơ bản. Tuy nhiên, nội dung đề xuất "ba bên" của Liên minh Chân Phổ Tuyển cho phép công chúng, ủy ban bầu cử, cũng như các đảng phái chính trị đều có thể đề cử ứng cử viên. Theo đó, các ứng cử viên có thể được đề cử bởi 35.000 cử tri hợp lệ hoặc bởi một đảng có thể bảo đảm ít nhất 5% số phiếu trong cuộc bầu cử chung cuộc Hội đồng Lập pháp. Đề xuất này không nói rõ về việc thành lập ủy ban bầu cử, chỉ nói rằng việc thành lập hội đồng này cần "dân chủ hết mức có thể". Hai đề xuất còn lại chỉ cho phép công chúng và một ủy ban bầu cử đưa ra các ứng cử viên.
691.972 cử tri (87,8%) đồng ý rằng Hội đồng Lập pháp nên phủ quyết bất kỳ đề xuất cải cách nào chính phủ đưa ra nếu không đáp ứng tiêu chuẩn quốc tế, 7,5% không đồng ý với điều này.
Cuộc trưng cầu dân ý không chính thức đã làm chính quyền Bắc Kinh tức giận và thu về một loạt các bài báo lên án chỉ trích, các buổi diễn tập kiểm soát đám đông của cảnh sát và những cuộc tấn công mạng. Cuộc trưng cầu ý kiến vừa mở ra đã nhanh chóng gặp phải những đợt tấn công mà theo một công ty an ninh mạng có trụ sở tại Mỹ gọi là "sự tấn công dữ dội công phu nhất từng thấy". Những kẻ tấn công tiếp tục sử dụng các chiến lược khác nhau theo thời gian." Matthew Prince, giám đốc điều hành của CloudFlare, công ty giúp bảo vệ chống lại các cuộc tấn công, tường thuật lại với tờ South China Morning Post rằng các cuộc tấn công "khá là khác thường và phức tạp." Công ty không thể xác định nguồn gốc của cuộc tấn công. Các quan chức đại lục và báo chí gọi đây là cuộc bỏ phiếu "bất hợp pháp". Bên cạnh đó, nhiều người đã lên án tổ chức Hoà Bình Chiếm Trung, khẳng định rằng tổ chức này do "các lực lượng chống Trung Quốc" ở nước ngoài thúc đẩy và sẽ gây thiệt hại cho Hồng Kông trong vai trò là thủ đô tài chính. Cựu phó giám đốc Tân Hoa Xã ở Hồng Kông gọi cuộc trưng cầu dân ý này là "vô nghĩa". Thời Báo Hoàn Cầu chế giễu cuộc trưng cầu dân ý là một "trò hề phi pháp", "một trò đùa". Lương Chấn Anh, Trưởng Đặc khu Hồng Kông, cho biết: "Không ai nên đưa người dân Hồng Kông vào cuộc đối đầu với công dân Trung Quốc đại lục." Trong lúc đó, đại lục đã tiến hành kiểm duyệt và dọn dẹp thông tin trên các trang web truyền thông có liên quan đến phong trào Chiếm lĩnh Trung Hoàn.
Trước khi cuộc trưng cầu dân ý diễn ra, Chính phủ Trung Quốc đã ban hành bản sách trắng tuyên bố "quyền tài phán toàn diện" trên lãnh thổ, và "Mức độ tự trị cao của Đặc khu hành chính Hồng Kông không phải là quyền tự trị tuyệt đối, cũng không phải là quyền lực phân lập". "Đó là quyền để điều hành các vấn đề ở địa phương dưới sự uỷ quyền của lãnh đạo trung ương." Michael DeGolyer, giám đốc của dự án chuyển tiếp tại Đại học Baptist Hồng Kông cho biết: "Nhìn chung rõ ràng là đại đa số người dân bỏ phiếu trong cuộc trưng cầu dân ý này đang làm việc đó như một phản ứng đối với bản sách trắng này - đặc biệt bởi vì họ thấy rằng nó đe dọa đến các quy định của pháp luật... Đây không phải là đang đàm phán dựa trên nguyên tắc một quốc gia, hai chế độ, đây là đang phá hủy nó".

## Tính hợp pháp
Tổ chức Hoà Bình Chiếm Trung đã chỉ ra rằng những người tham gia Chiếm lĩnh Trung Hoàn chiếu theo luật có thể bị xem là phạm tội "cản trở, quấy rối hoặc gây nguy hiểm cho người hoặc phương tiện giao thông ở nơi công cộng". Cũng theo đó, phong trào Chiếm lĩnh Trung Hoàn có thể được coi là sự tụ tập phi pháp, tức là, khi có từ 3 người trở lên tụ tập mà "khiến cho bất kỳ người nào có lý do hợp lý để lo ngại rằng những người tụ tập đó sẽ thực hiện một hành vi vi phạm hòa bình hoặc muốn dùng hành vi đó khiến cho người khác thực hiện một hành vi vi phạm hòa bình, họ là những người tụ tập trái phép". Bộ trưởng an ninh Hồng Kông Lê Đống Quốc nói rằng chính quyền sẽ "hành động cứng rắn để duy trì các quy định của pháp luật và trật tự an toàn".

## Phản ứng

### Chính quyền địa phương
Trưởng Đặc khu Lương Chấn Anh cảnh báo rằng phong trào Chiếm Lĩnh Trung Hoàn chắc chắn không hòa bình cũng như không hợp pháp; hành động này sẽ bị cản chế để duy trì luật pháp và trật tự.
Bộ trưởng An ninh cảnh báo rằng các phần tử cực đoan của phong trào Chiếm lĩnh Trung Hoàn có thể gây ra rối loạn nghiêm trọng. Ông khuyên những người tham gia nên cân nhắc đến sự an toàn cá nhân và trách nhiệm pháp lý của họ.
Lãnh đạo lực lượng cảnh sát Hồng Kông Tằng Vĩ Hùng tuyên bố rằng bất kỳ nỗ lực nào nhằm chặn những tuyến đường chính ở Trung Hoàn sẽ không được dung thứ và cảnh báo mọi người suy nghĩ thật kỹ về việc tham gia cuộc biểu tình Chiếm lĩnh Trung Huàn, nhấn mạnh rằng "bất kỳ hành động tập thể nào cản trở giao thông trái phép sẽ không được khoan nhượng."

### Chính quyền Trung Quốc

#### Phản ứng chính thức
Vương Quang Á, trưởng Văn phòng sự vụ về Hồng Kồng và Ma Cao, trả lời khi được hỏi về việc có tin rằng kế hoạch Chiếm lĩnh Trung Hoàn có mang lại lợi ích cho thành phố hay không: "Tôi cho rằng đồng bào Hồng Kông không muốn nhìn thấy Hồng Kông rơi vào cảnh hỗn loạn. Hồng Kông cần mở mang phát triển".
Kiều Hiểu Dương, Chủ tịch Uỷ ban Lập pháp Quốc hội Trung Quốc, cáo buộc "phần tử chống đối" đã tiếp năng lượng cho kế hoạch Chiếm lĩnh Trung Hoàn. Ông cho rằng kế hoạch là một tuyên bố liều lĩnh tất cả mọi thứ.
Tháng 10 năm 2013, tờ Thời Báo Hoàn Cầu phản đối việc những nhà tổ chức Hoà Bình Chiếm Trung gặp gỡ với những thành viên của Đảng Dân chủ Tiến bộ Đài Loan như Thi Minh Đức tại Đài Loan, cáo buộc rằng Đảng này "ủng hộ độc lập". Một bài viết có tiêu đề "Những người chống đối ở Hồng Kông có nguy cơ trở thành kẻ thù của Nhà nước" có nội dung cảnh báo các nhà tổ chức Hoà Bình Chiếm Trung rằng "hợp tác với các lực lượng ủng hộ độc lập tại Đài Loan sẽ đặt tương lai của Hồng Kông đối diện với nguy cơ bạo lực" và khuyến cáo rằng "nếu họ hợp tác với nhau... có thể tạo ra hỗn loạn quy mô lớn, do đó buộc chính quyền trung ương phải áp đặt các biện pháp cứng rắn để duy trì sự ổn định của Hồng Kông". Vài ngày sau, bài báo nói rằng Chiếm lĩnh Trung Hoàn là một "khái niệm tiềm tàng bạo lực" và chất vấn: "Tại sao Đới Diệu Đình, người khởi xướng chiến dịch Chiếm lĩnh Trung Hoàn và các nhà ủng hộ ông ta lại táo bạo đến mức thách thức chính quyền trung ương với một đề nghị đẫm máu về vấn đề bầu cử Trưởng Đặc khu như vậy?"

#### Kiểm duyệt
Cuộc biểu tình Chiếm lĩnh Trung Hoàn bị kiểm duyệt trên tất cả các phương tiện truyền thông tại Trung Quốc đại lục. Các tờ báo quốc gia mô tả phong trào Chiếm lĩnh Trung Hoàn như một "chiến dịch phi pháp" sẽ "huỷ hoại hình ảnh toàn cầu của Hồng Kông" và "ăn mòn quyền hạn của pháp luật." Những người biểu tình được mô tả là "lực lượng đối lập cực đoan" và là một số nhỏ những kẻ quá khích không có khả năng huy động quần chúng đến với cuộc cách mạng. Trong tất cả các cơ quan ngôn luận của Trung Quốc đại lục, quan điểm chung trong các bài báo là tầm thường hóa quy mô, tầm quan trọng của chiến dịch, nói về một thành công không mạng tính hứa hẹn gì của chiến dịch, bảo đảm quyền lực trọn vẹn của nhà cầm quyền Trung Quốc đối với các vấn đề về Hồng Kông, vẽ nên một bức tranh cho thấy đa số người dân Hồng Kông chào đón khuôn khổ chính trị năm 2017.
Ngày 28 tháng 9, kênh Dragon TV phát sóng hình ảnh vài ngàn người tưng bừng vẫy cờ Trung Quốc, tham gia vào buổi lễ kỷ niệm ngày Quốc khánh Trung Quốc lần thứ 65 sắp tới (1 tháng 10) trong khi không hề có tin tức về cuộc biểu tình cùng ngày của học sinh-sinh viên tại Hồng Kông. Những người được phỏng vấn đều hoan nghênh khuôn khổ và quyết định của Trung Quốc về cuộc bầu cử năm 2017 của Hồng Kông.
Cùng ngày, ứng dụng chia sẻ hình ảnh phổ biến Instagram bị chặn tại Trung Quốc đại lục sau khi các bức ảnh và video về việc sử dụng hơi cay lan truyền trên mạng. Những cụm từ khoá như "hơi cay", "sinh viên Hồng Kông" và "Chiếm lĩnh Trung Hoàn" bị kiểm duyệt trên các công cụ tìm kiếm lớn nhất Trung Quốc như Baidu, Sina Weibo (một dạng Twitter của Trung Quốc). Các chuyên gia cho biết ông đã nhận được "hàng trăm khiếu nại của người dân về Twitter, nói rằng tài khoản Weibo của họ đã bị chặn hoặc bị xóa, phần lớn đều do họ đã bàn về vấn đề Hồng Kông ".

### Phe ủng hộ dân chủ
Thành viên Hội đồng Lập pháp thuộc Đảng Công Dân Quách Gia Kỳ cho biết ông nhận thấy ý tưởng của cuộc Chiếm lĩnh là giải pháp sau cùng nhằm gây áp lực lên Bắc Kinh và chính quyền Hồng Kông đưa ra mô hình phổ thông đầu phiếu. Ông nói thêm rằng "Nếu Bắc Kinh phá vỡ lời hứa về phổ thông đầu phiếu, không còn cách nào khác, chúng ta buộc phải mở ra một phong trào bất phục tùng dân sự như vậy."
Phản ứng của các thành viên phe ủng hộ dân chủ không thống nhất trong việc ủng hộ phong trào. Hoàng Dục Dân (Wong Yuk-man), thành viên Hội đồng Lập pháp Hồng Kông, bày tỏ sự quan ngại rằng phong trào sẽ trở nên xấu đi, bên cạnh đó một thành viên khác lại cực lực phản đối.

### Phe ủng hộ Bắc Kinh
Trương Quốc Quân, phó chủ tịch Liên minh dân chủ hợp tác phát triển Hồng Kông, đảng phái chính trị lớn nhất tại Hồng Kông, đưa ra câu hỏi chất vấn rằng "liệu Hồng Kông có thể trả giá được cho các tác động tiêu cực của những người biểu tình nhằm chiếm giữ và thậm chí là làm tê liệt khu trung tâm để đòi mô hình phổ thông đầu phiếu hay không". Phạm Từ Lệ Thái, thành viên Ủy ban Thường vụ Quốc hội Trung Quốc, lo sợ rằng hành động chiếm đóng sẽ tác động xấu đến hình ảnh của Hồng Kông. La Phạm Tiêu Phân, thành viên Quốc hội Trung Quốc, kêu gọi chiến dịch chiếm giữ tỏ sự tôn trọng nhau bằng một cuộc thảo luận về vấn đề này. Bà cho rằng không cần thiết phải dùng đến "biện pháp sau cùng" này và vẫn chưa quá muộn để bắt đầu những cuộc thảo luận trong năm tới."
Vào giữa tháng 7, sau khi cuộc trưng cầu dân ý kết thúc, Liên minh vì Hoà bình và Dân chủ khởi xướng kiến nghị thu thập đơn chống lại phong trào Chiếm lĩnh Vân Hoàn, kéo dài 1 tháng từ ngày 18 tháng 7 đến 17 tháng 8, Theo tờ Wall Street Journal và South China Morning Post, nhiều nhân viên bị ép ký vào tờ đơn được chuyền vòng quanh các bộ phận ở nhiều công ty, bao gồm cả công ty dầu khí Hồng Kông và Trung Quốc Town Gas, một công ty dịch vụ công cộng lớn. Liên minh vì Hoà bình và Dân chủ tuyên bố đã thu thập được hơn 1 triệu chữ ký. Những nhà tổ chức cho biết họ đã thu thập chữ ký từ nhiều người ủng hộ khác nhau bao gồm trẻ em, học sinh trung học và sinh viên địa học, người lớn tuổi, nhân viên văn phòng, người nổi tiếng và cả người giúp việc nước ngoài. Ngoài ra, kiến nghị này còn nhận được sự tán thành của Trưởng Đặc khu Lương Chấn Anh và các quan chức cấp cao khác. Một số nguồn tin phê phán rằng không có khâu kiểm tra nhân dạng nào được tiến hành và vì thế không có cách nào ngăn được việc một người ký tên nhiều lần. 
Ngày 17 tháng 8, Liên minh này tổ chức một cuộc "diễu hành vì hòa bình" nhằm mục đích làm suy yếu phong trào Chiếm lĩnh Trung Hoàn. Cuộc diễu hành có tham dự của hàng chục ngàn người. Có nhiều tin đồn lan truyền rằng Liên minh đã trả tiền cho những người tham gia diễu hành hoặc cấp cho họ những ưu đãi khác. Phương tiện truyền thông tường thuật rằng các tổ chức ủng hộ chính quyền Trung Quốc (cụ thể là Liên hiệp Công đoàn Hồng Kông) đã dùng phương tiện chuyển người diễu hành từ ngoài lãnh địa vào với số lượng được một nguồn tin ước tính khoảng 20.000 người.

## Mở màn chính thức

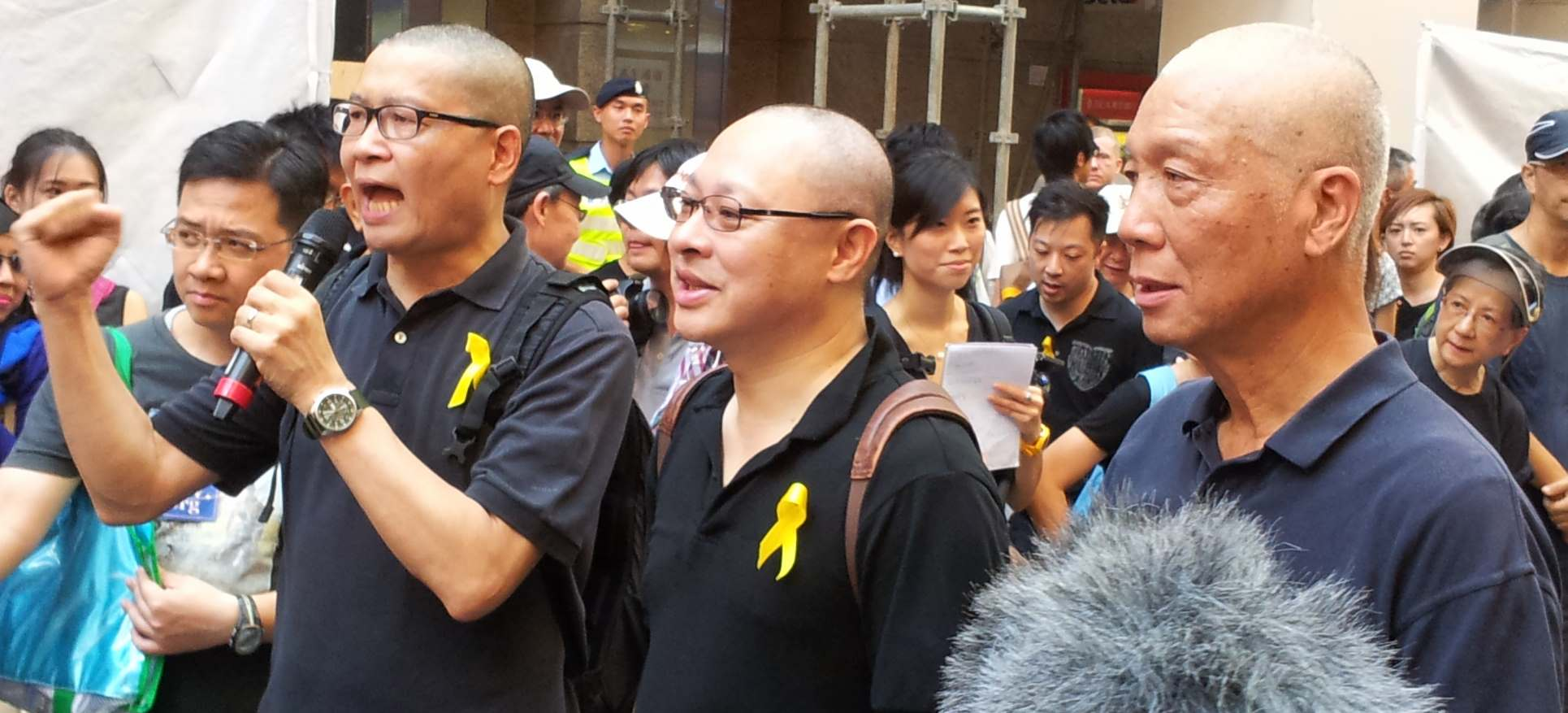
Ba nhà lãnh đạo của phong trào mở đầu cuộc diễu hành ngày 14 tháng 9 năm 2014

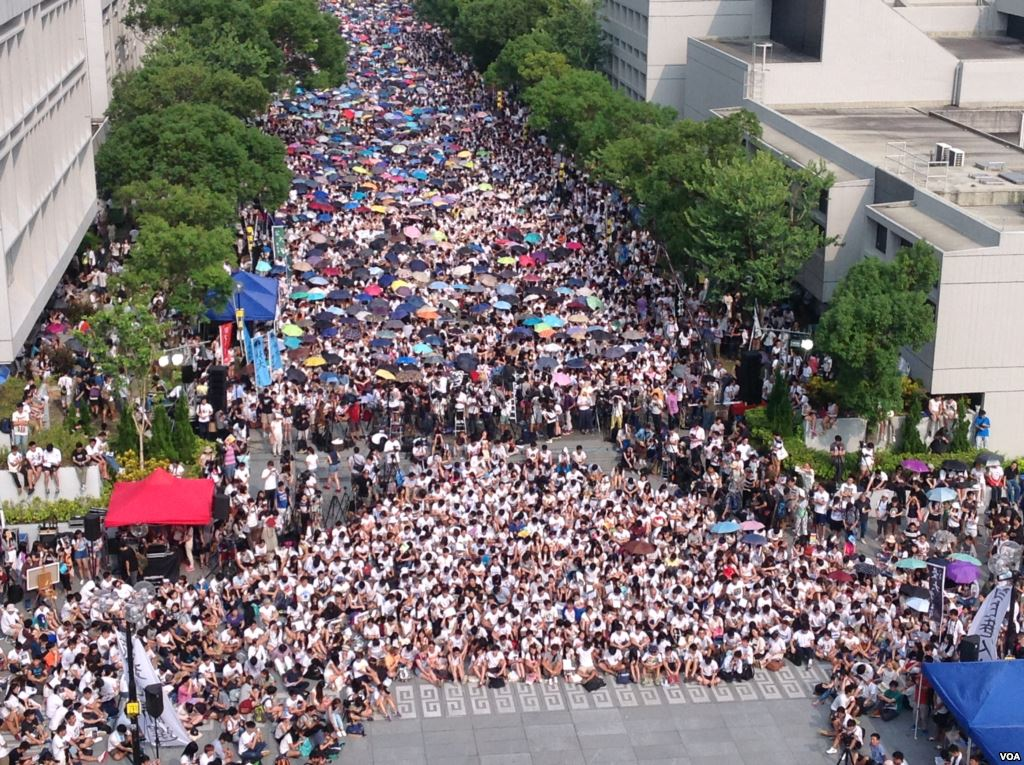
Học sinh sinh viên bãi khoá biểu tình ngày 23 tháng 9.

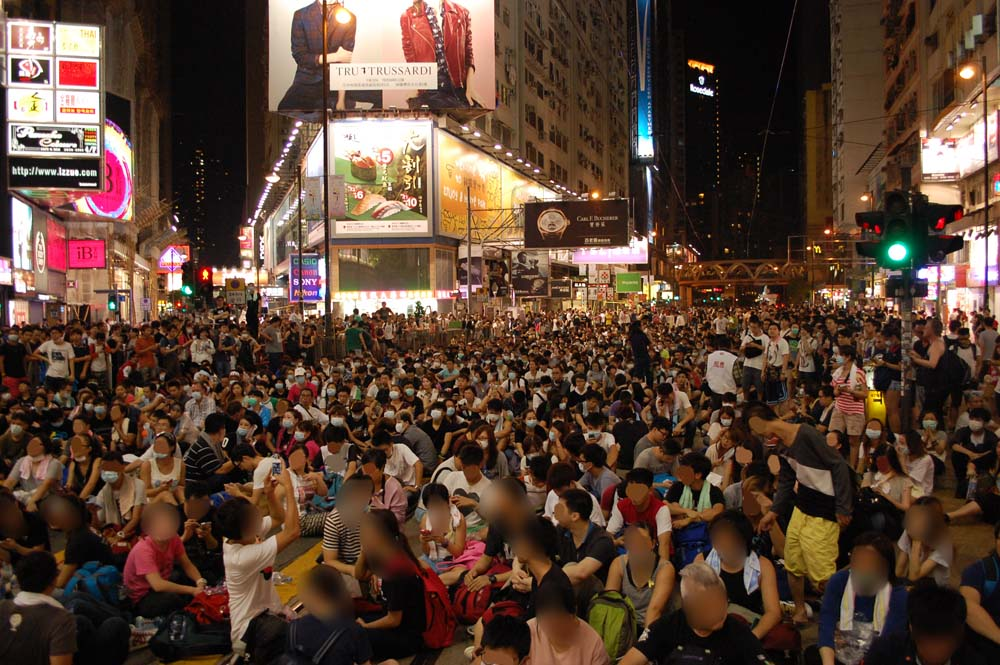
Những người biểu tình ngồi tại Vịnh Đồng La (Causeway Bay) lúc nửa đêm ngày 28 tháng 9.

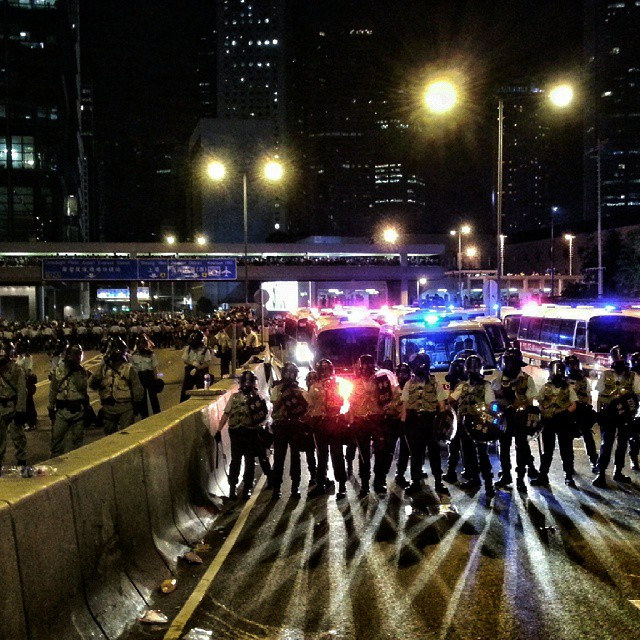
Cảnh sát chống bạo động trên đường phố.

Ngày 14 tháng 9 năm 2014, tổ chức Hoà Bình Chiếm Trung mở ra cuộc diễu hành tấm vải đen để bày tỏ sự bất mãn với quyết định ngày 31 tháng 8 của Quốc hội đưa ra về cuộc bầu cử 2017 và hỗ trợ cuộc tổng bãi khoá của học sinh, sinh viên. Nhà tổ chức phong trào tuyên bố có 4.000 người tham gia. Ban đầu đội ngũ diễu hành gồm hầu hết là nhân viên, họ cùng kéo tấm vải màu đen có in khẩu hiệu (tấm vài có tổng chiều dài 450m). Cuộc diễu hành xuất phát từ Vịnh Đồng La, sau đó dần dần có nhiều người dân tham gia vào đoàn người. Sau khi đến điểm đến cuối là một con đường tại Trung Hoàn, các nhà tổ chức sự kiện phát biểu khoảng 10 phút, sau đó đám đông giải tán một cách hòa bình.
Liên đoàn Sinh viên Hồng Kông mở ra phong trào "Bãi khoá không bãi học" kéo dài 5 ngày, quyết giành được quyền bầu cử phổ thông. Chiều ngày 22 tháng 9, tại Đại học Trung văn Hồng Kông, hàng trăm ngàn người tham dự buổi lễ khởi động phong trào. Đại hội có sự tham gia của 13.000 người, gồm giảng viên, sinh viên của 25 trường đại học trên toàn Hồng Kông và người dân trong thành phố, lập kỉ lục cuộc bãi khoá phản đối quy mô lớn nhất từ trước đến nay tại Hồng Kông.
Ngày 28 tháng 9 năm 2014, vào lúc 1 giờ 40 phút sáng giờ Hồng Kông, Đới Diệu Đình tuyên bố chính thức bắt đầu chiến dịch bất phục tùng dân sự Chiếm lĩnh Trung Hoàn với Tình yêu và Hoà bình trên bục của những học sinh-sinh viên biểu tình bên ngoài Tổng bộ Chính phủ Hồng Kông.
Đêm chủ nhật, ngày 28 tháng 9, quang cảnh ở khu trung tâm trở thành bi kịch khi cảnh sát dùng lựu đạn hơi cay, bình xịt khí cay và dùi cui để tiến hành giải tán đám đông. Việc sử dụng hơi cay có thể xem là một bước tiến đáng kể ở Hồng Kông vì đây là lần đầu tiên khí cay được đem ra tái sử dụng từ sau Hội nghị Bộ trưởng Tổ chức Thương mại Thế giới 2005. Điều này không làm cản trở đám đông vì cả ngàn người khác bắt đầu chiếm đóng Vịnh Đồng La (Causeway Bay) và Vượng Giác (Mongkok) thay cho khu vực bị giải toả. Vào thứ hai, chính quyền rút lui lực lượng cảnh sát chống bạo động và hệ thống giao thông bị tắc nghẽn nghiêm trọng khi xe buýt và các loại xe cộ khác phải đi đường tránh khu vực có đám đông. Cảnh sát yêu cầu người biểu tình giải tán việc chiếm đóng đường sá để xe cộ lưu thông làm việc. Tuy nhiên, những người biểu tình không rời đi mà chỉ lặp lại yêu cầu muốn đối thoại với chính quyền, đòi thảo luận về vấn đề cải cách dân chủ.

## Mốc thời gian
- 16 tháng 1 năm 2013 – Phó giáo sư luật trường đại học Hồng Kông Đới Diệu Đình đăng bài báo  trên Tạp chí Kinh tế Hồng Kông đề xuất một cuộc chiếm đóng khu trung tâm.[7]
- 24 tháng 3 năm 2013 – Kiều Hiểu Dương, Chủ tịch Ủy ban Lập pháp Quốc hội Trung Quốc tuyên bố rằng các ứng cử viên Trưởng Đặc khu phải là người yêu cả Hồng Kông và Trung Quốc, không chống đối chính quyền trung ương.[3]
- 27 tháng 3 năm 2013 – Các nhà lãnh đạo phong trào Chiếm lĩnh Trung Hoàn Đới Diệu Đình, Cha Châu Diệu Minh và giáo sư xã hội học Trần Kiện Dân chính thức công bố tại một cuộc họp báo rằng họ sẽ bắt đầu xúc tiến phong trào vào năm 2014 nếu các đề xuất của chính phủ về hình thức phổ thông đầu phiếu không thoả mãn tiêu chuẩn quốc tế.[42]
- 9 tháng 6 năm 2013 – Ngày thương thảo thứ nhất.[43]
- 9 tháng 3 năm 2014 – Ngày thương thảo thứ hai.
- 6 tháng 5 năm 2014 – Ngày thương thảo thứ ba.
- 4 tháng 6 năm 2014 – Buổi lễ tưởng niệm 25 năm cuộc biểu tình Thiên An môn 1989 tại Hồng Kông thu hút hơn 180.000 người.[44] (99.500 người theo số liệu của cảnh sát)
- 22 tháng 6 năm 2014 – Trưng cầu dân ý bắt đầu.
- 29 tháng 6 năm 2014 – Trưng cầu dân ý kết thúc với 787.767 phiếu hợp lệ, chiếm khoảng 22% số cử tri ở Hồng Kông.[45]
- 1 tháng 7 năm 2014 – Cuộc diễu hành ngày 1 tháng 7 hàng năm nhân kỉ niệm 17 năm ngày Hồng Kông được trả về Trung Quốc thu hút hơn 100.000 người biểu tình (500.000 người theo số liệu của những nhà tổ chức), hơn 500 người bị bắt giữ.[46][47]
- 3 tháng 7 năm 2014: Tổ chức chống lại chiến dịch Chiếm Lĩnh Trung Hoàn có tên là Liên minh vì Hoà bình và Dân chủ ra đời.[48]
- 18 tháng 7 đến 17 tháng 8 năm 2014 - Chiến dịch chống chiến dịch Chiếm lĩnh Trung Hoàn của Liên minh vì Hoà bình và Dân chủ thu hút hơn 1,5 triệu chữ ký. Tính xác thực của số liệu bị nghi ngờ vì không có biện pháp ngăn việc ký tên nhiều lần và thời gian diễn ra dài hơn cuộc trưng cầu dân ý 4 lần.[49]
- 17 tháng 8 năm 2014 - Cuộc diễu hành cho chiến dịch của Liên minh vì Hoà bình và Dân chủ thu hút 193.000 người theo số liệu của nhà tổ chức.[33]
- 31 tháng 8 năm 2014 - Quốc hội Trung Quốc tuyên bố quyết định về cơ chế bầu cử của Hồng Kông vào năm 2017. Tổ chức Chiếm lĩnh Trung Hoàn lên kế hoạch cho cuộc biểu tình dân sự bất phục tùng.[50]

### Biểu tình Hồng Kông 2014
- 22 đến 26 tháng 9 năm 2014 - Phong trào học sinh, sinh viên bãi khoá.
- 27 tháng 9 năm 2014 - Biểu tình bên ngoài Tổng bộ Chính phủ Hồng Kông.
- 28 tháng 9 năm 2014 - Đới Diệu Đình tuyên bố chiến dịch Chiếm lĩnh Trung Hoàn chính thức bắt đầu.[51] Cảnh sát sử dụng đạn khói cay, bình xịt hơi cay và dùi cui để giải tán đám đông biểu tình gần công viên Thiêm Mã (Tamar Park), người biểu tình chuyển sang chiếm đóng khu Kim Chung,[52] sau đó là một phần của Vịnh Đồng La và khu Vượng Giác.[53]

- 29 tháng 9 năm 2014 - Cảnh sát chống bạo động rút lui khỏi khu vực từ sáng sớm.[54] Nhiều ngân hàng trên đảo Hồng Kông đóng cửa. Các trường học ở khu Quan Tể và khu Trung Tây cũng đóng cửa.[55]
- 1 tháng 10 năm 2014 - Người biểu tình chiếm những con đường quanh Quảng trường Kim Tử Kinh trong một thời gian ngắn trong buổi lễ thượng cờ ngày Quốc khánh nước Cộng hòa Nhân dân Trung Hoa. Cuộc chiếm đóng bắt nguồn tại một địa điểm ở khu Tiêm Sa Tứ.[56]
- 2 tháng 10 năm 2014 - Trưởng Đặc khu Lương Chấn Anh đề nghị một cuộc thảo luận với Liên đoàn Sinh viên Hồng Kông.[57]
- 3 tháng 10 năm 2014 - Bạo lực nổ ra khi nhóm người chống lại chiến dịch biểu tình xông vào khu vực chiếm đóng tại khu Vượng Giác gây xô xát. Liên đoàn Sinh viên Hồng Kông hoãn lại đề nghị thảo luận của chính quyền và buộc tội cảnh sát đã đứng yên để người biểu tình bị tấn công.[58]